# MAN Lion's City

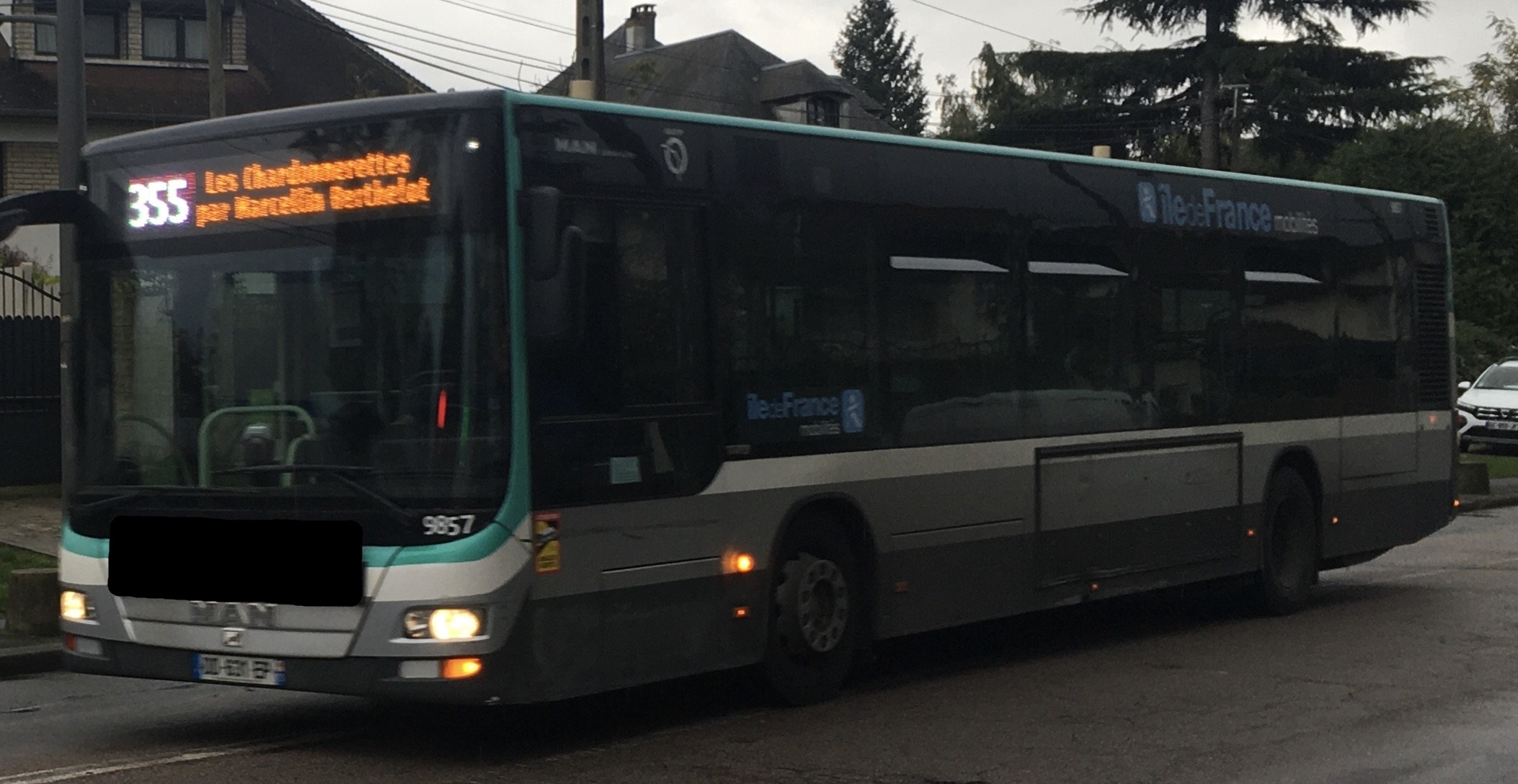
MAN Lion's City

MAN Lion's City é um ônibus urbano, produzido pela empresa alemã MAN SE nos anos 2000. Uma nova geração desses onibus foi lançada em 2004.
No Brasil existe em operação o modelo Lion's City G (articulado) no Corredor Metropolitano São Mateus - Jabaquara em São Bernardo do Campo. O modelo possui um motor D20 de 360cv de potência, tem 18 metros de comprimento e comporta 150 passageiros.